# Martin Maliutin
Martin Vladímirovich Maliutin –en ruso, Мартин Владимирович Малютин– (Omsk, 5 de julio de 1999) es un deportista ruso que compite en natación, especialista en el estilo libre.
Participó en los Juegos Olímpicos de Tokio 2020, obteniendo una medalla de plata en la prueba de 4 × 200 m libre, y el quinto lugar en 200 m libre.
Ganó dos medallas en el Campeonato Mundial de Natación de 2019, una medalla de plata en el Campeonato Mundial de Natación en Piscina Corta de 2018 y cuatro medallas en el Campeonato Europeo de Natación, en los años 2018 y 2021.

## Palmarés internacional
| Juegos Olímpicos                    | Juegos Olímpicos        | Juegos Olímpicos  | Juegos Olímpicos |
| Año                                 | Lugar                   | Medalla           | Prueba           |
| ----------------------------------- | ----------------------- | ----------------- | ---------------- |
| 2020                                | Tokio (Japón)           | Medalla de plata  | 4 × 200 m libre  |
| Campeonato Mundial                  |                         |                   |                  |
| Año                                 | Lugar                   | Medalla           | Prueba           |
| 2019                                | Gwangju (Corea del Sur) | Medalla de plata  | 4 × 200 m libre  |
| 2019                                | Gwangju (Corea del Sur) | Medalla de bronce | 200 m libre      |
| Campeonato Mundial en Piscina Corta |                         |                   |                  |
| Año                                 | Lugar                   | Medalla           | Prueba           |
| 2018                                | Hangzhou (China)        | Medalla de plata  | 4 × 200 m libre  |
| Campeonato Europeo                  |                         |                   |                  |
| Año                                 | Lugar                   | Medalla           | Prueba           |
| 2018                                | Glasgow (Reino Unido)   | Medalla de plata  | 4 × 200 m libre  |
| 2021                                | Budapest (Hungría)      | Medalla de oro    | 200 m libre      |
| 2021                                | Budapest (Hungría)      | Medalla de oro    | 400 m libre      |
| 2021                                | Budapest (Hungría)      | Medalla de oro    | 4 × 200 m libre  |